# 613 Commandements
 (juillet 2025).
La mise en forme du texte ne suit pas les recommandations de Wikipédia : il faut le « wikifier ».
Les points d'amélioration suivants sont les cas les plus fréquents. Le détail des points à revoir est peut-être précisé sur la page de discussion.
- Les titres sont pré-formatés par le logiciel. Ils ne sont ni en capitales, ni en gras.
- Le texte ne doit pas être écrit en capitales (les noms de famille non plus), ni en gras, ni en italique, ni en « petit »…
- Le gras n'est utilisé que pour surligner le titre de l'article dans l'introduction, une seule fois.
- L'italique est rarement utilisé : mots en langue étrangère, titres d'œuvres, noms de bateaux, etc.
- Les citations ne sont pas en italique mais en corps de texte normal. Elles sont entourées par des guillemets français : « et ».
- Les listes à puces sont à éviter, des paragraphes rédigés étant largement préférés. Les tableaux sont à réserver à la présentation de données structurées (résultats, etc.).
- Les appels de note de bas de page (petits chiffres en exposant, introduits par l'outil «  Source ») sont à placer entre la fin de phrase et le point final[comme ça].
- Les liens internes (vers d'autres articles de Wikipédia) sont à choisir avec parcimonie. Créez des liens vers des articles approfondissant le sujet. Les termes génériques sans rapport avec le sujet sont à éviter, ainsi que les répétitions de liens vers un même terme.
- Les liens externes sont à placer uniquement dans une section « Liens externes », à la fin de l'article. Ces liens sont à choisir avec parcimonie suivant les règles définies. Si un lien sert de source à l'article, son insertion dans le texte est à faire par les notes de bas de page.
- La présentation des références doit suivre les conventions bibliographiques. Il est recommandé d'utiliser les modèles {{Ouvrage}}, {{Chapitre}}, {{Article}}, {{Lien web}} et/ou {{Bibliographie}}. Le mode d'édition visuel peut mettre en forme automatiquement les références.
- Insérer une infobox (cadre d'informations à droite) n'est pas obligatoire pour parachever la mise en page.

Pour une aide détaillée, merci de consulter Aide:Wikification.
Si vous pensez que ces points ont été résolus, vous pouvez retirer ce bandeau et améliorer la mise en forme d'un autre article.
Pour un article plus général, voir Mitzvah.
Selon la tradition rabbinique, 613 commandements (hébreu : תרי"ג מצוות Tarya"g mitzvot) sont contenus dans la Torah.
La tradition selon laquelle le Pentateuque comporterait 613 prescriptions apparaît à l’ère des docteurs du Talmud et leur décompte précis à l’ère des gueonim. Aux azharot, pièces liturgiques énumérant chacune les commandements selon son inspiration, font suite les Sifrei Hamitzvot qui les cataloguent. Le plus célèbre d’entre ceux-ci, composé par Moïse Maïmonide, suit une distribution arbitraire tandis que le Sefer Hahinoukh les agence selon les lections hebdomadaires.
Les 613 commandements sont divisés, selon la catégorisation effectuée par Maïmonide, en 248 commandements positifs (« Fais … ») et 365 commandements négatifs (« Ne fais pas … »), certains commandements possédant simultanément une dimension positive (abstention lors du septième jour de la semaine) et négative (interdiction d’effectuer un travail en ce jour).

## Pourquoi 613?
La tradition des 613 mitzvot a été développée par Rabbi Simlaï :

« Rabbi Simlaï a dit : 613 commandements furent donnés à Moïse, 365 « tu ne feras pas », égaux au nombre de jours dans l'année solaire, et 248 « tu feras », correspondant aux membres du corps.
Vint David qui les réduisit à 11, ainsi qu'il est dit : « Éternel, qui séjournera dans Ta tente ? Qui demeurera sur Ta montagne sainte ? — 1.Celui qui marche dans l'intégrité 2. qui pratique la justice et 3. qui dit la vérité selon son cœur 4. Il ne calomnie point avec sa langue, 5. il ne fait point de mal à son semblable, et 6. il ne jette point l'opprobre sur son prochain. 7. Il regarde avec dédain celui qui est méprisable, mais 8. il honore ceux qui craignent l'Éternel ; 9. il ne se rétracte point, s'il fait un serment à son préjudice 10. Il n'exige point d'intérêt de son argent, et 11. il n'accepte point de don contre l'innocent » (Psaumes 15:1-5)
Vint Isaïe qui les réduisit à six, ainsi qu'il est dit : « [Qui de nous peut demeurer près d'un feu dévorant ? …] 1. Celui qui marche dans la justice, et 2. qui parle selon la droiture, 3. qui méprise un gain acquis par extorsion, 4. qui secoue les mains pour ne pas accepter un présent, 5. qui ferme l'oreille pour ne pas entendre des propos infamants, et 6. qui se bande les yeux pour ne pas voir le mal » (Isaïe 33:15)
Vint Michée qui les réduisit à trois, ainsi qu'il est dit : « Et ce que l'Éternel demande de toi, ô mortel, c'est 1. que tu pratiques la justice, 2. que tu aimes la miséricorde, et 3. que tu marches humblement avec ton Dieu » (Michée 6:8)
Vint encore une fois Isaïe qui les réduisit à deux, ainsi qu'il est dit : « Ainsi parle l'Éternel : Observez ce qui est droit, et pratiquez ce qui est juste » (Isaïe 56:1)
Vint Amos qui les réduisit à un, ainsi qu'il est dit : « Car ainsi parle l'Éternel à la maison d'Israël : Cherchez-moi, et vous vivrez » (Amos 5:4)  
 Mais c'est Habacuc qui les a tous fondés sur un seul principe : « Le juste vivra par sa foi. » (Hab. 2:4)  Talmud de Babylone, traité Makkot (en), 23b) »

Le chiffre de 613 provient du raisonnement suivant :  selon la Torah (Deutéronome 33:4), Moïse a transmis la Torah qu'il avait reçue de Dieu aux fils de Jacob (le texte porte bien « Jacob », et non « Israël »). La valeur numérique du mot « TORaH » (תורה) est 611 (ת vaut 400, ו vaut 6, ר vaut 200 et ה vaut 5). À cela s'ajoutent les deux premiers commandements du Décalogue, que le peuple d'Israël aurait entendus de Dieu Lui-même, ainsi qu'en atteste l'emploi de la première personne. D'autres disent que beTorah, « dans la Torah », vaut 613.
Il faut signaler également que 613 est la valeur numérique des formules את האור, la Lumière, et משה רבינו, notre Maître Moïse.

### Une leçon à prendre à la lettre…
Cette opinion considérant que le nombre des commandements est de 613 fut suivie par Rabbi Simeon ben Azaï (Sifre sur Deutéronome 7:6) et Rabbi Eléazar ben Yosse le Galiléen (Midrash Aggada sur Genèse 15:1). 
Elle est également citée dans le Midrash Shemot Rabba 33:7, Bamidbar Rabba 13:15–16; 18:21 et Talmud Yevamot 47b. 
Beaucoup de philosophes et mystiques juifs (Yaakov ben Asher, dit le Baal HaTourim, le Maharal de Prague, certains dirigeants du hassidisme) trouvent des allusions ou d'autres guematriot aboutissant au nombre de commandements. D'autres[Qui ?] soutiennent qu'il y a « réellement » 613 mitzvot énumérées telles quelles dans la Torah.
Les tzitzit (franges) du talith (châle de prière) sont également liées aux 613 mitsvot par un calcul de ce genre : le grand commentateur biblique, Rachi fait remarquer que la guematria du mot tzitzit en hébreu (tel que l'épelle la Mishna), est de 600, à laquelle s'ajoutent, lorsque les Tzitzit sont pris en main (ce qui a pour effet de les replier sur eux-mêmes), les 8 fils et 5 nœuds des franges (à chaque coin), ce qui donne 613.
C'est pourquoi, selon lui, il est dit qu'il faut « les regarder », car ils rappellent au fidèle les 613 commandements de la Torah.

### …ou dans l'esprit?
Malgré un large consensus, cette opinion n'a jamais été totalement partagée.
Dans le Talmud même, certains[Qui ?] affirment qu'il ne s'agit là que d'une Aggada, d'une grande valeur certes, mais pas du niveau d'une authentique tradition, ou que, le cas échéant, il n'est pas possible, logiquement parlant, de réaliser un comput systématique.
C'est peut-être pour cette raison qu'aucun travail ancien de loi juive[pas clair] ou de commentaire biblique ne s'appuie sur ce système, et qu'aucun ensemble de principes de foi du judaïsme ne l'affirme.
Le grand exégète biblique Abraham ibn Ezra dénie de même le caractère d'authenticité à cette tradition rabbinique : « certains sages énumèrent 613 mitzvot, de nombreuses et diverses façons, […] mais en vérité, il n'y a pas de fin au nombre des mitzvot […], et si nous ne devions compter que les principes de base, […] le nombre de mitzvot n'atteindrait pas 613 » (Yessod Mora, Chapitre 2).
Le Ramban (Nahmanide) témoignait de même que ce compte était sujet à controverse, et ne faisait pas l'unanimité dans l'opinion des rabbins. Néanmoins, « ce nombre ayant proliféré à travers la littérature aggadique, […] nous devrions dire qu'il s'agissait d'une tradition de Moïse au Mont Sinaï » (Hassaguot HaRamban al Sefer Hamitzvot, sur le premier principe de Maïmonide).
Le Rashbats écrit que « peut-être ce consensus, sur le nombre de mitzvot fixé à 613, […] ne reflète-t-il que l'opinion de Rabbi Simlaï, en suivant sa propre explication des mitzvot. Et nous n'aurions pas besoin de cette explication lorsqu'il s'agit de déterminer la loi, mais plutôt lors de discussions talmudiques » (Zohar Haraki'a, Lviv, 1858, p. 99).
Nombreux furent les rabbins qui tentèrent de compiler une liste de 613 commandements, et se trouvèrent face à de nombreuses difficultés :
- quelle sentence est-elle à prendre en tant que commandement ? Chaque commande de Dieu à n'importe quel individu ? Les seuls commandements s'adressant à l'ensemble du peuple d'Israël ?
- Un ordre de Dieu est-il à compter comme un commandement, pour les besoins d'une telle liste, s'il ne pouvait être réalisé qu'en un endroit à un seul moment ? Ou ce genre d'ordre ne compterait comme commandement que s'il pouvait — au moins en théorie — être suivi en tout temps (ce dernier point de vue est celui de Maïmonide) ?
- Comment compter les commandements d'un verset qui énonce plusieurs prohibitions ? Chaque prohibition serait-elle à prendre pour un commandement, ou est-ce l'ensemble des prohibitions qui compte pour un commandement ?

Dans son Torah Min Hashamayim (« Torah du ciel »), le rabbin massorti Abraham Joshua Heschel écrit:

« Judah ibn Bal'am raille ceux qui comptent les mitzvot et tentent de forcer le compte à 613. Dans son opinion, ceci est impossible, car si l'on doit compter toutes les mitzvot, temporaires comme permanentes, on dépasse de loin les 613. »

Le Rav Yehiel Mikhel Gutmann ajoute : « et si nous nous limitions à celles qui durent, nous serions en deçà de ce nombre » (Behinat Hamitzvot, Breslau, 1928, p. 26).

### En conclusion
Malgré ces objections, l'idée de 613 commandements devint acceptée comme normative dans la communauté juive. De nos jours, même ceux qui n'acceptent pas cette idée au sens littéral réfèrent couramment au nombre de lois de la Torah comme étant 613.

## Œuvres énumérant les commandements
En pratique, aucune liste irréfutable des 613 lois n'a pu être établie :
- d'une part, la Torah énonce des ensembles de lois, et il est difficile de savoir si l'on a affaire à une loi énumérant plusieurs cas de figures, ou plusieurs lois.
- d'autre part, certaines prescriptions n'ont qu'une application temporaire. Peut-on les considérer comme des « mitzvot » ?

La littérature rabbinique comporte un certain nombre de Sifrei Hamitzvot, ouvrages datés pour la plupart du XIe siècle au XIIIe siècle, qui ont été composés afin de déterminer quels commandements appartiennent à cette énumération.
Le plus important de ceux-ci est celui de Moïse Maïmonide, le Sefer haMitsvot. Maïmonide n'hésite pas à entrer dans de longs développements afin de déterminer exactement celles des prescriptions mentionnées dans la Torah écrite qui peuvent être considérées comme ayant été définitivement fixées, versus les nombreux « commandements » émaillant la Torah que Dieu ne prescrit que pour un temps limité. Il emploie un système de quatorze règles (shorashim - racines) permettant de déterminer l'inclusion ou l'exclusion dans la liste. Il appuie ensuite sa catégorisation de chaque mitzva au moyen de nombreuses citations issues du midrash halakha et de la Guemara.
Nahmanide a rédigé un commentaire critique, et remplace certains points de la liste par d'autres. Notamment, Maïmonide ne mentionne pas la mitzva d'habiter sur la terre d'Israël, alors que Nahmanide l'inclut, et considère son omission comme une grande erreur.
Le Rabbi Menahem Mendel Schneerson (le Rabbi de Loubavitch) a prescrit une étude quotidienne du Sefer haMitsvot de Maïmonide.

## Source
- Cet article contient des extraits de l'article « Commandments, the 613 » par Kaufmann Kohler & Isaac Broydé de la Jewish Encyclopedia de 1901–1906 dont le contenu se trouve dans le domaine public.
- Les 613 lois, par Moïse Bloch Revue des études juives, 1880